# Ekaterini
Ekaterini (griechisch: Αικατερινη) ist ein weiblicher Vorname.

## Herkunft und Bedeutung
Der Name ist die moderne griechische Form des Namens Katharina.

## Bekannte Namensträgerinnen
- Ekaterini Koffa (* 1969), griechische Sprinterin
- Ekaterini Koumarianou (1919–2012), griechische Historikerin
- Ekaterini Stefanidi (* 1990), griechische Stabhochspringerin
- Ekaterini Thanou (* 1975), griechische Leichtathletin
- Ekaterini Vongoli (* 1970), griechische Diskuswerferin

## Varianten
- Aikaterini